# Совєтське (Лямбірський район)
Совє́тське (рос. Советское, ерз. Советское) — село у складі Лямбірського району Мордовії, Росія. Входить до складу Болотниковського сільського поселення.

## Населення
Населення — 5 осіб (2010; 18 у 2002).
Національний склад (станом на 2002 рік):
- росіяни — 94 %